# Hoplia corniculata
Hoplia corniculata är en skalbaggsart som beskrevs av Edmund Reitter 1890. Hoplia corniculata ingår i släktet Hoplia och familjen Melolonthidae. Inga underarter finns listade i Catalogue of Life.